# Championnats du Paraguay de cyclisme sur route
Les championnats du Paraguay de cyclisme sur route sont organisés tous les ans.

## Élites Hommes

### Podiums de la course en ligne
| Année     | Vainqueur                          | Deuxième                           | Troisième                          |
| --------- | ---------------------------------- | ---------------------------------- | ---------------------------------- |
| 2002      | Heiko Grobenstieg                  | Gabriel Aquino                     | Blas Espínola                      |
| 2003      | Blas Espínola                      | Luis Meaurio                       | Gabriel Aquino                     |
| 2004      | Gabriel Aquino                     | Fernando Rolón                     | Gustavo Miño                       |
| 2005      | Fernando Rolón                     | Sergio Ramos                       | Óscar Flores                       |
| 2006      | Gustavo Carlson                    | Heiko Grobenstieg                  | Juan Grange                        |
| 2007      | Fernando Rolón                     | Hugo Ferreira                      | Raúl Fernández                     |
| 2008      | Raúl Fernández                     | Fernando Rolón                     | José Luis Arroyo                   |
| 2009      | Fernando Rolón                     | Pablo Villamayor                   | Rubén Armoa                        |
| 2010      | Rubén Armoa                        | Luis Flores                        | José Luis Arroyo                   |
| 2011-2012 | Pas organisé ou résultats inconnus | Pas organisé ou résultats inconnus | Pas organisé ou résultats inconnus |
| 2013      | Rubén Armoa                        | Pablo Villamayor                   | Rubén Arrellaga                    |
| 2014      | Heiko Grobenstieg                  | Samuel Coronel                     | Alberto Torres                     |
| 2015      | Antero Velázquez                   | Héctor Rosa                        | Pablo Villamayor                   |
| 2016      | Samuel Coronel                     | Geronimo Caballero                 | Óscar Matiauda                     |
| 2017      | Antero Velázquez                   | Francisco Riveros                  | David Ozuna                        |
| 2018      | Pablo Villamayor                   | Ernesto Mora                       | Héctor Rosa                        |
| 2019      | Francisco Riveros                  | Ernesto Mora                       | Pablo Villamayor                   |
| 2020      | Víctor Grange                      | Francisco Riveros                  | Bernardo Flor                      |
| 2021      | Francisco Riveros                  | Antero Velázquez                   | Luis Flores Cabral                 |
| 2022      | José Wilfrido González             | Luis Flores Cabral                 | Lucas Bogado                       |
| 2023      | Francisco Riveros                  | Jonathan Monges                    | Kashi Garrido                      |
| 2024      | Fernando Ferreira                  | Sebastián Acuña                    | Bruno Zachar                       |
| 2025      | Jonathan Monges                    | Sebastián Acuña                    | Fernando Ferreira                  |

Multi-titrés
- 3 : Francisco Riveros, Fernando Rolón
- 2 : Víctor Grange, Antero Velázquez, Rubén Armoa, Heiko Grobenstieg

### Podiums du contre-la-montre
Les championnats du Paraguay de cyclisme contre-la-montre n'ont pas été organisés en 2011. 
| Année | Vainqueur         | Deuxième           | Troisième              |
| ----- | ----------------- | ------------------ | ---------------------- |
| 2003  | Gustavo Carlson   | Gabriel Aquino     | Heiko Grobenstieg      |
| 2004  | Fernando Rolón    | Heiko Grobenstieg  | Gustavo Carlson        |
| 2005  | Gustavo Carlson   | Heiko Grobenstieg  | Fernando Rolón         |
| 2006  | Gustavo Carlson   | Gustavo Miño       | Heiko Grobenstieg      |
| 2007  | Gustavo Carlson   | Raúl Fernández     | Óscar Santos           |
| 2008  | Raúl Fernández    | Pablo Villamayor   | Gustavo Carlson        |
| 2009  | Pablo Villamayor  | Fernando Rolón     | Gustavo Carlson        |
| 2010  | Gustavo Carlson   | Pablo Villamayor   | Gustavo Miño           |
| 2011  | Pas organisé      | Pas organisé       | Pas organisé           |
| 2012  | Óscar Santos      | Fernando Rolón     | Gustavo Miño           |
| 2013  | Gustavo Miño      | Pablo Villamayor   | Fernando Rolón         |
| 2014  | Gustavo Miño      | Heiko Grobenstieg  | Pablo Villamayor       |
| 2015  | Gustavo Miño      | Ernesto Mora       | Gustavo Carlson        |
| 2016  | Ernesto Mora      | Antero Velázquez   | Gustavo Miño           |
| 2017  | Víctor Grange     | Ernesto Mora       | Francisco Riveros      |
| 2018  | Víctor Grange     | Francisco Riveros  | Ernesto Mora           |
| 2019  | Víctor Grange     | Jonathan Monges    | Francisco Riveros      |
| 2020  | Francisco Riveros | Víctor Grange      | Andrés Arce            |
| 2021  | Francisco Riveros | Rogelio Melgarejo  | Luis Flores Cabral     |
| 2022  | Francisco Riveros | Rogelio Melgarejo  | José Wilfrido González |
| 2023  | Francisco Riveros | Luis Flores Cabral | Julio Mirena           |
| 2024  | Francisco Riveros | Fernando Ferreira  | Esteban Portillo       |
| 2025  | Francisco Riveros | Sebastián Acuña    | Jonathan Monges        |

Multi-titrés
- 5 : Francisco Riveros, Gustavo Carlson
- 3 : Víctor Grange, Gustavo Miño

## Femmes

### Podiums de la course en ligne
| Année | Vainqueur            | Deuxième             | Troisième         |
| ----- | -------------------- | -------------------- | ----------------- |
| 2006  | Karen Doljak         | Myrsa Grance         | Sandra Pleyl      |
| 2007  | Karen Doljak         | Myrsa Grance         |                   |
| 2008  | Myrsa Grance         | Claudia Martinez     | Sofia Venegas     |
| 2009  | Claudia Martinez     | Sofia Venegas        | Sandra Pleyl      |
| 2010  | Myrsa Grance         |                      |                   |
| 2012  | Noemi Leon           | Agua Marina Espínola | Maria Herrero     |
| 2013  | Agua Marina Espínola | Noemi Leon           | Liz Sanchez       |
| 2014  | Agua Marina Espínola | Noemi Leon           | Liz Sanchez       |
| 2015  | Agua Marina Espínola | Sofia Venegas        | Liz Sanchez       |
| 2016  | Agua Marina Espínola | Aracely Galeano      | Silvia Rodas      |
| 2017  | Aracely Galeano      | Pamela Ojeda         | Liz Sanchez       |
| 2018  | Aracely Galeano      | Silvia Rodas         | Diana Villalba    |
| 2019  | Silvia Rodas         | Liz Sanchez          | Sara Torres       |
| 2020  | Agua Marina Espínola | Aracely Galeano      | Sara Torres       |
| 2021  |                      |                      |                   |
| 2022  | Aracely Galeano      | Silvia Rodas         | Sonia Olmedo      |
| 2023  | Agua Marina Espínola |                      |                   |
| 2024  | Sonia Olmedo         | Jule Lena Michaelis  | Cristina Aguilera |

Multi-titrées
- 6 : Agua Marina Espínola
- 3 : Aracely Galeano
- 2 : Silvia Rodas, Myrsa Grance, Karen Doljak

### Podiums du contre-la-montre
| Année | Vainqueur            | Deuxième             | Troisième           |
| ----- | -------------------- | -------------------- | ------------------- |
| 2007  | Karen Doljak         | Myrsa Grance         | Noemi Leon          |
| 2008  | Myrsa Grance         | Karen Doljak         | Claudia Martinez    |
| 2009  | Claudia Martinez     | Sandra Pleyl         |                     |
| 2010  | Myrsa Grance         |                      |                     |
| 2012  | Noemi Leon           | Agua Marina Espínola | Myrsa Grance        |
| 2013  | Agua Marina Espínola | Florencia Carrizosa  | Myrsa Grance        |
| 2014  | Agua Marina Espínola | Noemi Leon           | Rocio Peralta       |
| 2015  | Agua Marina Espínola | Pamela Ojeda         | Sofia Venegas       |
| 2016  | Agua Marina Espínola | Pamela Ojeda         | Aracely Galeano     |
| 2017  | Aracely Galeano      | Pamela Ojeda         | Sara Torres         |
| 2018  | Aracely Galeano      | Silvia Rodas         | Alma Torres         |
| 2019  | Silvia Rodas         | Sara Torres          | Diana Villalba      |
| 2020  | Agua Marina Espínola | Silvia Rodas         | Sara Torres         |
| 2021  |                      |                      |                     |
| 2022  | Aracely Galeano      | Sonia Olmedo         | Samira Martinez     |
| 2023  | Agua Marina Espínola |                      |                     |
| 2024  | Aracely Galeano      | Sonia Olmedo         | Jule Lena Michaelis |

Multi-titrées
- 6 : Agua Marina Espínola
- 3 : Aracely Galeano
- 2 : Myrsa Grance

## Espoirs Hommes

### Podiums de la course en ligne
| Année | Vainqueur              | Deuxième               | Troisième         |
| ----- | ---------------------- | ---------------------- | ----------------- |
| 2013  | Víctor Grange          | David Ozuna            | Germán Orué       |
| 2016  | Víctor Grange          | Francisco Riveros      |                   |
| 2017  | Diego Núñez            | Marcelo Silva          | Fabio Bobadilla   |
| 2018  | Diego Núñez            | Kevin Romero           | Bernardo Flor     |
| 2019  | José Wilfrido González | Nelson Acosta          | Cristian Salinas  |
| 2020  | José Wilfrido González | Nelson Acosta          | Kevin Romero      |
| 2021  | Fernando Ferreira      | José Wilfrido González | Sebastián Acuña   |
| 2022  | Sebastián Acuña        | David Maidana          | Bruno Zachar      |
| 2023  | Brian Woronieski       | Carlos Domínguez       | Fernando Ferreira |
| 2024  | Sebastián Acuña        | Bruno Zachar           | Carlos Domínguez  |
| 2025  | Carlos Domínguez       | Bruno Zachar           | Antonio Alfonso   |

Multi-titrés
- 2 : Víctor Grange, Diego Núñez, José Wilfrido González, Sebastián Acuña

### Podiums du contre-la-montre
| Année | Vainqueur              | Deuxième               | Troisième         |
| ----- | ---------------------- | ---------------------- | ----------------- |
| 2013  | Víctor Grange          | Francisco Riveros      | Óscar Matiuda     |
| 2014  | Víctor Grange          | Francisco Riveros      | Germán Orue       |
| 2015  | Víctor Grange          | Francisco Riveros      |                   |
| 2016  | Víctor Grange          | Francisco Riveros      |                   |
| 2017  | Ariel Quiñónez         | Marcelo Silva          | Fabio Bobadilla   |
| 2018  | Bernardo Flor          | Diego Núñez            | Lucas Bogado      |
| 2019  | José Wilfrido González | Nelson Acosta          | Fredy Portillo    |
| 2020  | Nelson Acosta          | José Wilfrido González | Fernando Ferreira |
| 2021  | Sebastián Acuña        | Fernando Ferreira      | Rodrigo Cubas     |
| 2022  | Sebastián Acuña        | Fernando Ferreira      | David Maidana     |
| 2023  | Sebastián Acuña        | Fernando Ferreira      | Carlos Domínguez  |
| 2024  | Sebastián Acuña        | Carlos Domínguez       | Antonio Alfonso   |
| 2025  | Carlos Domínguez       | Antonio Alfonso        | Pablo Correa      |

Multi-titrés
- 4 : Sebastián Acuña, Víctor Grange

## Juniors Hommes

### Podiums de la course en ligne
| Année | Vainqueur              | Deuxième          | Troisième           |
| ----- | ---------------------- | ----------------- | ------------------- |
| 2009  | Luis Estigarribia      | Alejandro Padulo  | Hermann Dersen      |
| 2010  | Alejandro Padulo       | Néstor Galeano    |                     |
| 2013  | Phillipe Clemotte      | Víctor Ojeda      | Eduardo Meza        |
| 2014  | Justino Morínigo       | Lucas Bogado      | Juan Meza           |
| 2016  | Robert Mora            |                   |                     |
| 2017  | José Wilfrido González | Kevin Romero      | David Maidana       |
| 2018  | David Maidana          | Carlos Santos     | Fernando Ferreira   |
| 2019  | Sebastián Acuña        | Fernando Ferreira | Mario Arnold        |
| 2020  | Sebastián Acuña        | Bruno Zachar      | Alexis Vera         |
| 2021  | Bruno Zachar           | Sergio Ramírez    | Jefferson Lickowski |
| 2022  | Jhosué Moreno          | Carlos Domínguez  | Arturo Acuña        |
| 2023  | Isaias Melgarejo       | Tiago Rodríguez   |                     |
| 2024  | Alder González         | Abraham Carballo  | Mathias Giménez     |
| 2025  | Alder González         | Albert González   | Abraham Carballo    |

Multi-titrés
- 2 : Sebastián Acuña

### Podiums du contre-la-montre
| Année | Vainqueur              | Deuxième           | Troisième       |
| ----- | ---------------------- | ------------------ | --------------- |
| 2007  | Samuel Coronel         | Luis Benítez       | Diego Jara      |
| 2009  | Alejandro Padulo       | Luis Estigarribia  | Hermann Dersen  |
| 2010  | Alejandro Padulo       | Frederico Gregor   |                 |
| 2013  | Manuel Morinigo        | Phillipe Clemotte  | Víctor Ojeda    |
| 2014  | Manuel Morinigo        | Ever Ortiz         | Lucas Bogado    |
| 2016  | Elías Alonso           |                    |                 |
| 2017  | José Wilfrido González | Nicolás Pappalardo | Carlos Ayala    |
| 2018  | David Maidana          | Nicolás Pappalardo | Fabián Arias    |
| 2019  | Sebastián Acuña        | Fernando Ferreira  | Mario Arnold    |
| 2020  | Sebastián Acuña        | Bruno Zachar       | Rosmei Meza     |
| 2021  | Bruno Zachar           | Carlos Dominguez   | Sergio Ramírez  |
| 2022  | Carlos Domínguez       | Jhosue Moreno      | Silvino Lesmo   |
| 2023  | Isaias Melgarejo       |                    |                 |
| 2024  | Alder González         | Abraham Carballo   | Tobías Bogado   |
| 2025  | Abraham Carballo       | Alder González     | Albert González |

Multi-titrés
- 2 : Sebastián Acuña, Manuel Morinigo, Alejandro Padulo